# Sebastiano da Milano

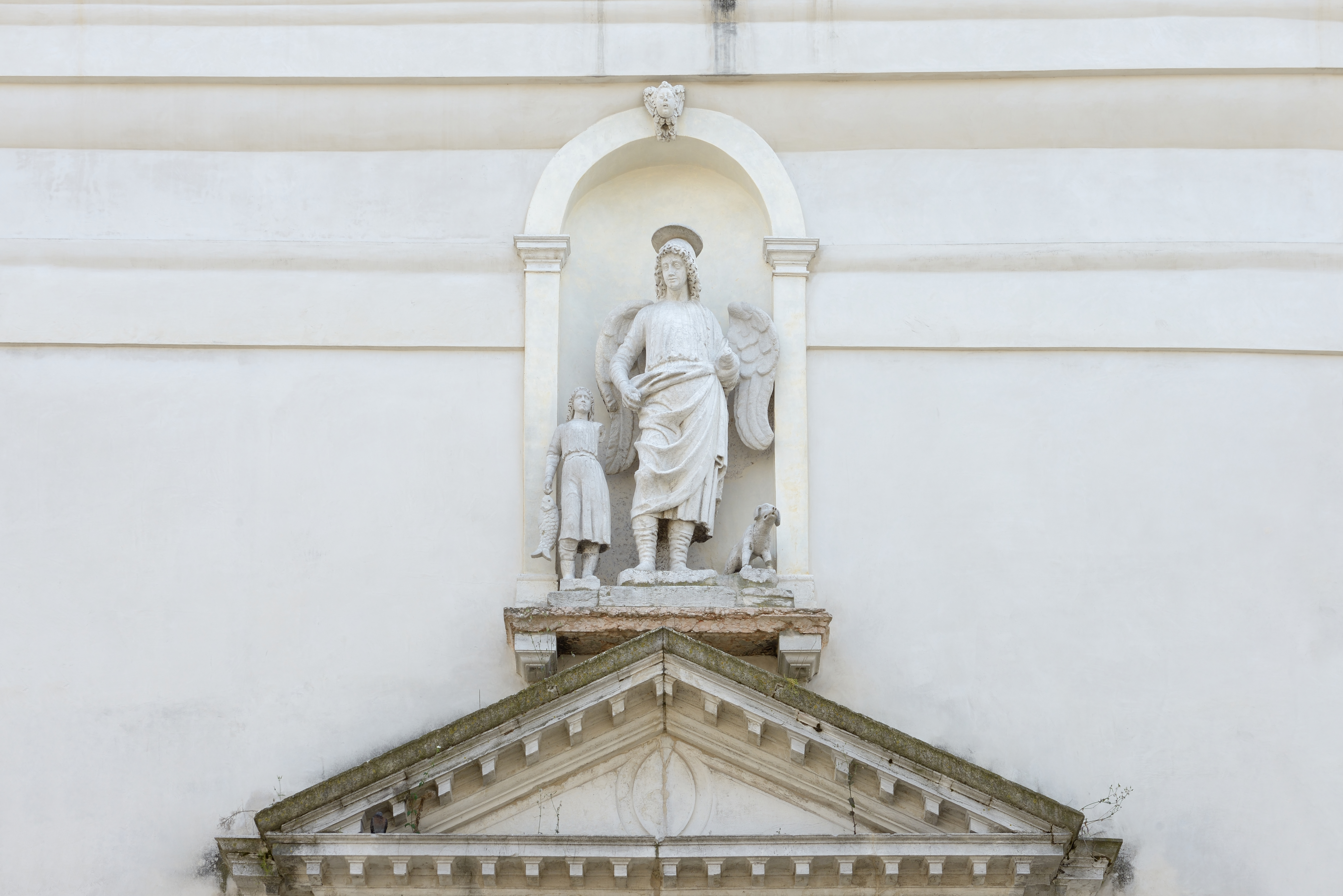
Sant'Angelo Raffaele con Tobiolo e il cane, attribuita Sebastiano da Lugano, Venezia, Chiesa dell'Angelo Raffaele

Sebastiano da Milano (Osteno, 1470 circa – Venezia, 1525 circa) è stato uno scultore italiano.

## Biografia
La sua attività è avvolta nel dubbio. Alcune opere iniziali, da scalpellino, si registrarono al Duomo di Milano, alla Basilica del Santo di Padova e al fianco di Sebastiano Mariani a Venezia. Le attività dei due a tratti si confondono, tanto che alcune sue possibili opere sono attribuite a "Sebastiano di Luigi da Milano" o al "mastro Bastian di Osteno". Un'altra traccia del suo operato potrebbe essere l'attività da perito nella chiesa di Santa Maria dei Carmini di Venezia: il barco in marmo della chiesa, pagato dai monaci di Sant'Antonio a Mariani, finì al centro di uno scontro fra committenti e scultore per i ritardi.
Un'altra menzione a lui risale al 17 ottobre 1489, quando un "maestro Sebastiano tagliapietra" viene citato come fornitore del materiale ligneo necessario per realizzare le impalcature della loggetta che si trova a ridosso del campanile della Basilica di San Marco. Al "Maistro Sebastian taiapiera damilan" pagato con "oto ducati", inoltre, è attribuita la cornice, in stile rinascimentale, della pala sull'altare maggiore della Chiesa di San Giovanni in Bragora. Nel 1490, il 17 maggio e il 7 luglio, vengono poi registrati pagamenti a lui attribuibili per le decorazioni, con "fusarole e fogliami", sui pilastri del portale della chiesa di San Teodoro, in uno stile riconducibile alla cornice di San Giovanni in Bragora.
Ancora dubitativa, infine, è l'attribuzione del modello, datato 1507 e contrapposto a quello di Alessandro Leopardi, per la Scuola della Misericordia.